# Euaugaptilus atlanticus
Euaugaptilus atlanticus is een eenoogkreeftjessoort uit de familie van de Augaptilidae. De wetenschappelijke naam van de soort is voor het eerst geldig gepubliceerd in 1975 door Roe.